# 马兰藤
马兰藤（学名：Dischidanthus urceolatus）是夹竹桃科马兰藤属的植物。分布于老挝、越南、柬埔寨以及中国大陆的湖南、广西、广东等地，多生在山地杂林中和灌木丛中，目前尚未由人工引种栽培。
其种加词“urceolatus”意为“壶状的”。

## 别名
假瓜子金（俗称）；金腰带（海南）